# Tornado Babies
Tornado Babies är en svensk rockgrupp från Göteborg som bildades 1987 i London.
Medlemmarna är: Dan "Harry" Ellström (sång), Paul "Porre" Vahala (bas), Dan Rigtorp (trummor), Kenny Gustavsson (gitarr) och Bertil "Beppe" Nieminen (gitarr).
Gruppens debutalbum Eat This! kom 1991, följt av singlarna "Instant Fun" 1992 och "Delirious" 1993 samt gruppens andra fullängdsalbum Delirious 1993.
Demon Doll Records (USA) gav åter ut gruppens första album, Eat This!, Remastrad och med ett bonusspår "Straight to Hell".
2013, Samma år som gruppen åter igen började spela ihop. Nya låtar skrevs och singeln "Bored Beyond Belief" kom ut 2015.
FnA Records (USA) släpper 2019 "Demolition" en samlings cd med gamla demoinspelningar.
Till bandets större liveframträdanden i Sverige räknas bland annat Hultsfredsfestivalen 1992 och förband till Motörhead på Globen Annexet 1993.

## Medlemmar
Nuvarande medlemmar
- Dan "Harry" Ellström – sång (1987-1997, 2013 - )
- Kenny Gustavsson – gitarr (1987, 1989-1997, 2013 - )
- Bertil "Beppe" Nieminen – gitarr (1987-1997, 2013 - )
- Dan Rigtorp – trummor (1991-1995, 2013 - )
- Paul "Porre" Vahala – basgitarr 1987, 1990-1997, 2013 - )

Tidigare medlemmar
- Lennart "Senap" Esbjörnsson – Trummor (1987–1991)
- Roger "Hot Rod" Teilmann – Basgitarr (1988-1989)
- Dikk Börtner – Basgitarr (1988)
- Mats "Dojan" Hansson – Trummor (1995-1997)
- Peter "Petta" Hunyadi - Gitarr (1987-1989)
- Jonas Tångström - Basgitarr(1987)
- Robert Dahne - Sång (1989)

## Diskografi
Studioalbum
- 1991 – Eat This! (CD, Bad N Dangerous)
- 1991 - Eat This! (LP, Bad N Dangerous)
- 1993 – Delirious (CD, Musik/Musik)
- 2013 - Eat This! (CD, Demon Doll Records)
- 2019 - Demolition (CD, FnA Records)

Singlar
- 1992 – "Instant Fun" (CD, Musik/Musik)
- 1992 - "Instant Fun" (7" Vinyl, Musik/Musik)
- 1993 – "Delirious" (CD, Musik/Musik)
- 2015 - "Bored Beyond Belief" (Digital)
- 2016 - "I'm Back" (Digital)

Samlingsalbum
- 1995 - "Garanterat Ipluggat" (CD, Backstage)
- 1996 - "A Salute To AC/DC" (CD, Tribute Records)
- 2003 - "A Tribute to AC/DC" (CD, Moon Records/Cover Recordings)

Bootleg
- 2000 - "Delirious" (CD)
- 2007 - "Old Tracks 1988-1991" (CD)